# رئیس پونتیاک
پونتیاک (به انگلیسی: Pontiac or Obwandiyag) (زاده ۱۷۲۰ - درگذشته ۲۰ آوریل ۱۷۶۹) رئیس قبیلهٔ سرخ‌پوست اوتاوا بود که به خاطر نقشی که در شورش پونتیاک علیه بریتانیا بازی کرد مشهور شد. وی در سال ۱۷۶۹ توسط یک سرخ‌پوست از قبیلهٔ پرویا کشته شد.

## منابع

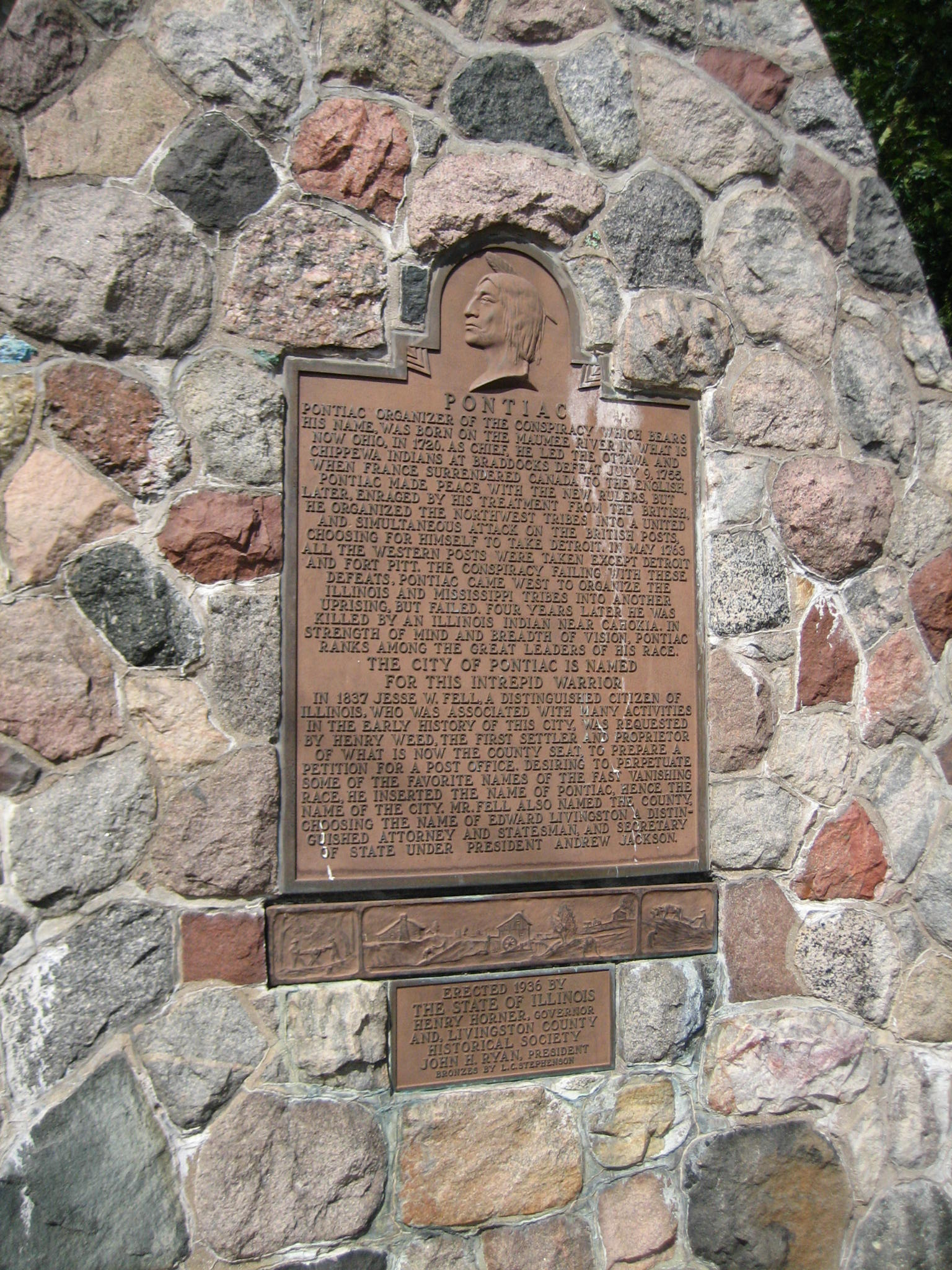
یادواره پونتیاک در دادگاه شهرستان لیوینگ استون، ایلینوی